# Hélène d’Almeida-Topor
Hélène d’Almeida-Topor (geboren am 2. Oktober 1932 in Paris; gestorben am 1. August 2020 ebenda) war eine französische Historikerin und Spezialistin für afrikanische Wirtschafts-, Sozial- und Kulturgeschichte.

## Biographie
Hélène d’Almeida-Topor wurde 1932 in Paris als Tochter des aus Polen stammenden Künstlers Abram Topor und seiner Frau Zlata Binsztok geboren. Sie schloss 1959 ihre Ausbildung als Sekundarlehrerin für Geschichte ab und unterrichtete von 1960 bis 1970 in Porto-Novo, der Hauptstadt von Benin, an der Béhanzin High School und am Institute of Graduate Studies, danach mehrere Jahre in Lomé in Togo.
Sie arbeitete als Dozentin an der Université Paris XII Val-de-Marne. 1987 habilitierte sie sich unter der Leitung von Jean Ganiage mit dem Titel Economic History of Dahomey (1890–1920) an der Universität Paris IV (Paris-Sorbonne). Sie war von 1988 bis 1994 Professorin an der Universität Metz, danach wechselte sie an die Université Paris 1 Panthéon-Sorbonne, wo sie bis zu ihrer Emeritierung 2003 tätig war. Sie war Mitglied des African Research Center und des Laboratoire Mutations Africaines.

## Forschungsschwerpunkte
D’Almeida-Topor beschäftigte sich in ihrer 1987 eingereichten Habilitationsschrift mit den ökonomischen Veränderungen, die die Kolonialisierung von Dahomey, dem heutigen Benin, auslösten. Dabei untersuchte sie die vorkolonialen Verhältnisse mit der aktuellen Handelssituation, insbesondere der fast kompletten Abhängigkeit vom Palmanbau für den Export, und den Einfluss europäischer Großhändler. Die Kolonialisierung hatte zu einer Aufgabenteilung geführt. Die etwas über 800 Europäer, die es nach ihren Angaben vor dem Ausbruch des Ersten Weltkriegs in der Region gab, übernahmen die Überwachung der örtlichen Bevölkerung und den Handel, die Einheimischen hatten für die Produktion zu sorgen. D’Almeida wies auf den steigenden Anteil der Steuern an der Wirtschaft hin, durch die Verluste an Zolleinnahmen nach 1904 kompensiert werden sollten. Sie betonte, welche Schwierigkeiten sich aus der Abhängigkeit Dahomeys von der Palm-Monokultur ergaben, vor allem wenn Märkte verloren gingen, wie beispielsweise Deutschland während des Ersten Weltkriegs. Damals hatten Zwangsrekrutierungen Aufstände und die Flucht vieler Männer provoziert.
Im Rahmen ihrer Forschungen untersuchte sie auch die Auswirkungen der Weltwirtschaftskrise von 1929/1930 auf die Ökonomie des afrikanischen Kontinents, wobei sie sich auf den Export von mehreren Monokulturprodukten konzentrierte, die es den betroffenen Ländern ermöglicht hatten, die verlangten Steuern aufzubringen und Konsumgüter zu kaufen.
Hélène d’Almeida-Topor veröffentlichte 1985 eine Abhandlung über die „Amazonen von Dahomey“, weiblichen Elite-Militäreinheiten, die seit dem 17. Jahrhundert bis zur Kapitulation des letzten Königs von Dahomey, Behanzin, 1894 im Einsatz waren.
1994 veröffentlichte sie eine große Studie über Verkehrswege in Afrika.
2004 organisierte sie zusammen mit Josette Rivallain in Würdigung des 60. Jahrestages des ersten Zusammentreffens des französisch-guayanischen Kolonialpolitikers Félix Éboué mit Charles de Gaulle am 18. Juni 1940 eine Konferenz.
Gemeinsam mit ihrer Kollegin Catherine Coquery-Vidrovitch veranstaltete d’Almeida-Topor 2010 ein Symposium mit dem Thema „Fünfzig Jahre afrikanische Unabhängigkeit“ mit Schwerpunkt auf die frankophonen Staaten. Dargestellt wurde sowohl die Intensität der Kämpfe auf dem Weg zur Unabhängigkeit wie auch die Welle der Begeisterung, die die Unabhängigkeit begleitete und eingebettet war in eine „globale Welle der Emanzipation“ mit Widerhall in Amerika und der Karibik. Schließlich bewirkte sie durch den Eintritt neuer unabhängiger Staaten ein neues Kräfteverhältnis auf der Weltbühne.
Bei den unterschiedlichsten Themen hatte sie immer das Ziel, die konventionellen Sichtweisen auf Afrika in Frage zu stellen.

## Privates
Ihr Bruder Roland Topor (1938–1997) war Künstler und Schriftsteller. Ihr Sohn Fabrice d’Almeida ist Historiker.

## Auszeichnungen
- 2011 Ernennung zur Ehrenpräsidentin der Société française d’histoire des outre-mers, deren langjährige Präsidentin sie war.[12][13]

## Publikationen
- Les Amazones. Une armée de femmes dans l’Afrique précoloniale, 1984 Gallica , Neuauflage 2016, La Lanterne magique editions, ISBN 978-2-91618022-9
- Les transports en Afrique, XIXe-XXe siècle, L’Harmattan, 1992, ISBN 978-2-73841442-7
- L’Afrique au XXe siècle, 1993, Armand Colin (Hrsg.), ISBN 978-2-20021417-3
- L’Europe et l’Afrique, un siècle d’échanges économiques, mit Monique Lakroum, Armand Colin (Hrsg.), 1994, ISBN 978-2-20021528-6
- Histoire économique du Dahomey. 1890–1920, L’Harmattan, 1995, ISBN 978-2-73843578-1
- Le travail en Afrique noire. Représentations et pratiques à l’époque contemporaine, mit Monique Lakroum und Gerd Spittler, Karthala, 2003, ISBN 978-2-84586429-0
- Le Goût de l’étranger, les saveurs venues d’ailleurs depuis la fin du XVIII siècle, Armand Colin (Hrsg.), L’Histoire à l’oeuvre, 2006, ISBN 978-2-20026764-3
- L’Afrique, Editions Le Cavalier Bleu, 2006, ISBN 978-2-84670265-2
- L’Afrique du XXe siècle à nos jours, Armand Colin (Hrsg.), 2013, ISBN 978-2-20028893-8

## Bibliographie
- Pascale Barthélémy: "Hélène d’Almeida-Topor", in: Le Dictionnaire universel des créatrices, Béatrice Didier, Antoinette Fouque, Mireille Calle-Gruber (Hrsg.), Éditions des femmes, Paris, 2013, ISBN 978-2-72100631-8